# Eurhadinoceraea
Eurhadinoceraea is een geslacht van  echte bladwespen (familie Tenthredinidae).

## Soorten
- E. amauros (Zombori, 1977)
- E. athalioides (Jakovlev, 1891)
- E. fulviventris (Scopoli, 1763)
- E. sanguinicollis (Mocsary, 1880)
- E. ventralis (Panzer, 1799)